# Huangbo Xiyun
Huangbo Xiyun (chinesisch 黃檗希運, Pinyin Huángbò Xīyùn, W.-G. Huang-po Hsi-yün; jap. Ōbaku Kiun; † 850) war einer der größten chinesischen Chan-Meister und Lehrer von Linji Yixuan (jap. Rinzai Gigen) und somit auch Wegbereiter des chinesischen Linji-Chan und des japanischen Rinzai-Zen.
Schon in jungen Jahren verließ er seine Eltern und trat in ein Kloster auf dem Berg Huangbo ein. Zu seinen Lehrern gehörten Baizhang Huaihai und Nansen Fugan. Huangbos Lehre vom „Einen Geist“ enthält in sehr prägnanten und einfachen Formulierungen die Essenz des Zen. Sie soll dem Schüler zur intuitiven (unmittelbaren) Erfahrung der Wahrheit führen, ohne die Zwischenschaltung von begrifflichem Denken und zufälligen Gefühlen. Der überlieferte Text "Huangboshan duanji chanshi zhuanxin fayao" (chinesisch 黃檗山斷際禪師傳心法要, Pinyin Huángbòshān duànjì chánshī zhuànxīn fǎyào, W.-G. Huang-po-shan Tuan-chi ch'an-shih ch'üan-hsin fa-yao), aufgeschrieben vom gelehrten Staatsdiener Pei Xiu (797–870; chinesisch 裴休, Pinyin Péixiū, W.-G. P'ei Hsiu; er leitete auch den Bau des letzten Klosters von Huangbo) und bestehend aus Unterweisungen des Meisters, aus Dialogen mit Schülern und aus Anekdoten, gilt als gelungener Versuch, mit Worten auf den Einen Geist, der sich allen Begriffen entzieht hinzuweisen.
Huangbo Xiyun und sein Tempel Wanfu-si (萬福寺) werden in Japan auch zu Namensgebern der Ōbaku-Schule und des Tempels Mampuku-ji. Der chinesische Mönch Yinyuan Longqi (jap. Ingen), der sich zum Ziel gesetzt hatte, das japanische Zen des 17. Jahrhunderts zu reformieren, nahm den Namen seines Stammklosters Wanfu-si (jap. Mampuku-ji) am Huangbo shan (黄檗山, jap. Obaku san), um mit der Autorität des großen chinesischen Meisters seinem Anliegen einen guten Start zu verschaffen. Neben den weit größeren Schulen Rinzai-shū und Sōtō-shū hat auch die Ōbaku-shū, deren Haupttempel Mampuku-ji in Uji steht, heute noch Bedeutung in Japan. Lehrmethode ist – wie bei Rinzai – die Koan-Schulung, jedoch werden auch Elemente der „Schule des Reinen Landes“ (Amida-Buddhismus) wie die Rezitation des Buddha-Namens praktiziert.